# Thirza Meta
Thirza Meta (Gent, 1976) is een Vlaamse schrijfster.

## Biografie
Ze kreeg reeds op jonge leeftijd interesse in het schrijversvak, nadat haar vader haar de boeken van Tolkien had gegeven (De Hobbit en In de Ban van de Ring). Ze debuteerde in 2008 met het boek Wortelboom; een verhaal waarvoor ze op haar 15e reeds het idee kreeg.
Het boek verscheen in 2008 bij de Belgische uitgeverij Kramat.
Naast schrijver is ze ook 5 jaar redactielid van het korteverhalenblad Pure Fantasy geweest en leidt ze workshops op het forum van Pure Fantasy.
Sinds 2011 schrijft ze columns voor online magazine Banger Sisters.